# كبوتر أباد
كبوتر أباد هي قرية في مقاطعة أصفهان، إيران. عدد سكان هذه القرية هو 1,233 في سنة 2006.